# El libro de Abramelín
El Libro de Abramelín, también conocido como El Libro de Magia Sagrada de Abramelín el Mago, es un grimorio presuntamente escrito en el siglo XV. La obra se encuentra entre los manuales de magia más influyentes, en especial entre los ocultistas del siglo XIX.
El libro presenta una autobiografía escrita en forma de novela epistolar. El personaje de Abraham de Worms, un judío de Worms, Alemania, narra su viaje al desierto egipcio y a un pueblo ribereño del Nilo. Un anciano mago egipcio llamado Abramelín le ofrece dos manuscritos que contienen conocimientos de magia cabalística, pero le pide un juramento que compromete a Abraham al servicio de Dios y de la ley divina.
La obra fue traducida al inglés por Samuel L. MacGregor Mathers y más recientemente por Georg Dehn y Steven Guth. Dehn atribuyó la autoría del Libro de Abramelín al rabino Yaakov Moelin (Maharil) (hebreo יעקב בן משה מולין ; c. 1365–1427
), un rabino judío alemán. Sin embargo, esta identificación ha sido cuestionada.

## Estructura
El grimorio está estructurado como una novela epistolar o autobiografía, en la que Abraham de Worms describe su viaje desde Alemania a Egipto y revela los secretos mágicos y cabalísticos de Abramelín a su hijo Lamec. El texto está fechado en el año 1458.
La historia trata sobre Abraham de Worms transmitiendo sus secretos mágicos y cabalísticos a su hijo y cuenta cómo adquirió su conocimiento. Abraham relata cómo encontró a Abramelín el mago viviendo en el desierto a las afueras de una ciudad egipcia, Arachi o Araki, que bordea el Nilo. La casa de Abramelín estaba situada en la cima de una pequeña colina rodeada de árboles. Era un mago egipcio y le enseñó a Abraham una poderosa forma de magia cabalística. Se lo describe como un "anciano venerable", muy cortés y amable, que le habló del "temor de Dios", la importancia de llevar una vida bien ordenada y sobre los males de la "adquisición de riquezas y bienes".
Abramelín le exigió a Abraham la promesa de que abandonaría sus "falsos dogmas" y viviría "en el Camino y la Ley del Señor". Luego le dio dos libros manuscritos para copiar para sí mismo, pidiéndole diez florines de oro, que tomó con la intención de distribuirlos entre setenta y dos personas pobres en Arachi. A su regreso quince días después, tras haber dispuesto del dinero del pago, Abramelín extrajo un juramento de Abraham de "servir y temer"  al Señor, y de "vivir y morir en Su Santísima Ley". Después de esto, Abramelín le dio a Abraham la "Ciencia Divina" y la "Magia Verdadera" incrustadas en los dos manuscritos, que debía seguir y entregar solo a aquellos a quienes conocía bien.

## Origen y fuentes manuscritas

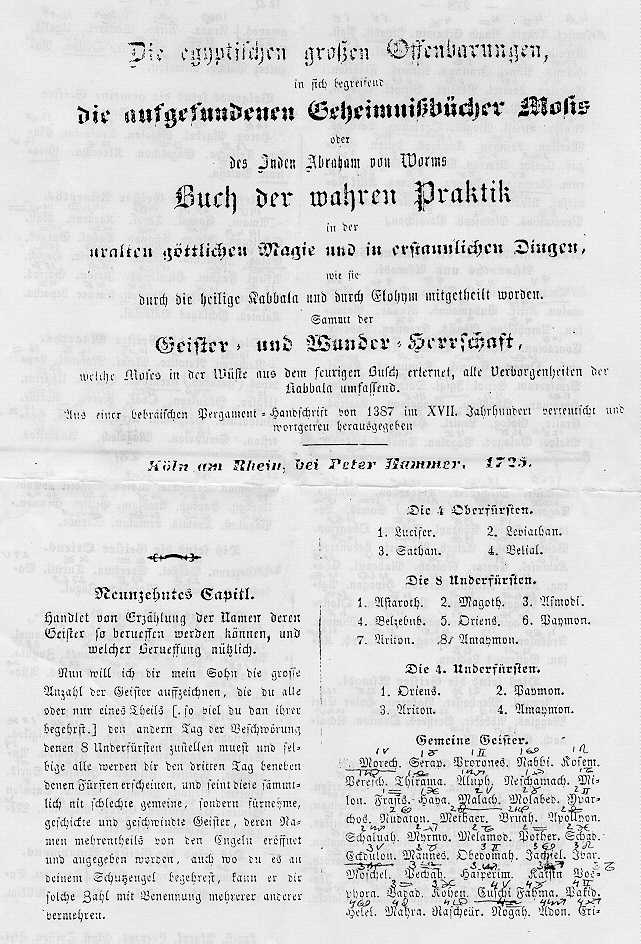
La edición Hammer de 1725, primera versión impresa

El libro existe en forma de doce manuscritos y una edición impresa temprana. No se ha identificado definitivamente la procedencia del texto. Los manuscritos más antiguos son dos versiones que datan de alrededor de 1608, están escritas en alemán y ahora se encuentran en Wolfenbüttel. Hay otros dos manuscritos en Dresde, que datan de aproximadamente 1700 y 1750 respectivamente.
La primera versión impresa, también en alemán, data de 1725 y fue impresa en Colonia por Peter Hammer. Una copia parcial en hebreo se encuentra en la biblioteca Bodleiana de Oxford y data de alrededor de 1740. Existe una copia manuscrita del siglo XVIII en francés en la Biblioteca del Arsenal de París. Otro manuscrito del siglo XVII en italiano existe en el "Legato Martinengo" de la biblioteca Queriniana en Brescia, Italia. Formaba parte de la colección del conde y cabalista Leopardo Martinengo de Barco y Torre Pallavicina. El manuscrito, desconocido durante siglos para los investigadores internacionales hasta 2009, ha sido encontrado por la investigadora académica María Elena Loda en la sección esotérica. Hasta el momento, es la única traducción manuscrita conocida en lengua italiana del Libro de Abramelín.
Todas las copias alemanas del texto constan de cuatro libros: un relato autobiográfico de los viajes de Abraham de Worms a Egipto, un libro con materiales variados del corpus de la Cábala práctica (incluidos algunos que están duplicados en el grimorio judío-alemán llamado Sexto y Séptimo Libros de Moisés) y los dos libros de magia entregados por Abramelín a Abraham. La conocida traducción inglesa de SL MacGregor Mathers del manuscrito francés de París contiene sólo tres de los cuatro libros. El ritual descrito en el manuscrito Mathers dura seis meses. Las compilaciones y traducciones más recientes contienen los cuatro libros y describen una duración de 18 meses para completar el ritual. La versión hebrea en Oxford se limita al Libro Uno, sin referencia a los libros posteriores.
De todas las fuentes existentes, los eruditos consideran que los manuscritos alemanes de Wolfenbüttel y Dresde son los textos autorizados. Según el respetado erudito de la Cábala Gershom Scholem, la versión hebrea de Oxford fue traducida del alemán al hebreo. Un análisis de la ortografía y el uso del lenguaje en el manuscrito francés indica que data del siglo XVIII y que probablemente también fue copiado de un original alemán. Aunque el autor cita el Libro judío de los Salmos, la versión dada no es del hebreo, sino de la Vulgata latina, una traducción de la Biblia empleada por los católicos romanos en esa época.
El erudito esotérico alemán Georg Dehn ha argumentado que el autor era el rabino Yaakov Moelin (hebreo: יעקב בן משה מולין; ca. 1365–1427), un talmudista judío alemán y posek (autoridad en la ley judía).

## Magia práctica y ritual
La magia práctica descrita en El Libro de Abramelín implica un ritual detallado que dura entre seis o dieciocho meses, según la versión. Este ritual está diseñado para lograr la comunión con el Santo Ángel Guardián e implica estrictas prácticas de pureza, oración y el uso de cuadrados de palabras mágicas.

### Cuadrados con palabras mágicas
La magia práctica de Abramelín (que se encuentra tanto en el Libro III del texto francés como en el Libro IV del original alemán) se centra en un conjunto de talismanes compuestos por cuadrados de palabras mágicas. Son similares a los cuadrados mágicos tradicionales, aunque estos últimos suelen estar compuestos de números, mientras que los cuadrados de Abramelín contienen letras. Comúnmente, los cuadrados de palabras se utilizan como rompecabezas o como ayudas didácticas para los estudiantes. En el contexto de Abramelín, el enfoque se vuelve místico, de modo que cada cuadrado debe contener palabras o nombres que se relacionen con el objetivo mágico del cuadrado. Se encuentra un paralelo en el famoso cuadrado de palabras Sator Arepo Tenet Opera Rotas, una versión alterada del cual también se encuentra entre los cuadrados de Abramelín.

## Influencia y legado
El Libro de Abramelín ha tenido una influencia significativa en el esoterismo occidental, particularmente en las prácticas de la Orden Hermética de la Aurora Dorada y Aleister Crowley. La participación de Crowley en la operación Abramelín está documentada en sus obras autobiográficas, donde describe sus intentos de realizar el ritual y su impacto en sus prácticas mágicas.
El Libro de Abramelín también ha influenciado a Anton LaVey, quien estructuró su Biblia satánica en cuatro libros dedicados a los cuatro Espíritus Superiores nombrados en el Libro de Abramelín.

## Traducciones
En 1897, el Libro de Abramelín fue traducido al inglés por el ocultista británico Samuel L. MacGregor Mathers, a partir de una versión francesa del siglo XV del manuscrito. Esta traducción está incompleta, ya que contiene tres de los cuatro libros y los cuadrados mágicos están también incompletos. La magia descrita en el grimorio influyó significativamente en la Orden Hermética de la Aurora Dorada, una organización que Mathers cofundó.
En 2006, Georg Dehn editó y publicó The Book of Abramelin: A New Translation, que incluye los cuatro libros y se basa en las fuentes originales alemanas. Esta edición proporciona una representación más completa y precisa del texto. Sin embargo, muchos de los cuadrados mágicos están también incompletos debido al mal estado de los manuscritos.
En 2024 se publicó una traducción completa al español, conteniendo los cuatro libros y la totalidad de los cuadrados mágicos.